# Černa
Černa, česky také Černá, ukrajinsky Черна, dříve také Чорна, maďarsky Csarnatő, je obec v korolevském jednotném územním společenství (hromadě) v okresu Berehovo, v Zakarpatské oblasti na Ukrajině. V roce 2001 zde žilo 2 187 obyvatel.

## Historie
Do uzavření Trianonské smlouvy byla obec součástí Uherska, poté byla součástí Československa. V roce 1930 zde stálo 194 domů a žilo 838 obyvatel, z toho jeden Čech, 702 Rusínů, 16 Maďarů a 117 Židů. Od roku 1945 byla součástí Ukrajinské sovětské socialistické republiky, která byla jednou ze svazových republik Sovětského svazu, nakonec od roku 1991 je součástí samostatné Ukrajiny.